# Втрати 17-го окремого мотопіхотного батальйону «Кіровоград»
У статті описано деталі загибелі бійців 17-го окремого мотопіхотного батальйону «Кіровоград».

## 2015
1. 16 січня 2015, Костюк Віталій Володимирович, помер у харківському військовому шпиталі[1].
2. 20 січня 2015, Ільїн Андрій Миколайович, лейтенант, бої під Горлівкою
3. 21 січня 2015, Пойда Артем Володимирович, молодший сержант, бої під Горлівкою
4. 10 лютого 2015, Харті Вадим Миколайович, сержант, загинув у боях за Горлівку.
5. 10 лютого 2015, Гаспарян Ігіт Сагателович, старший солдат. Загинув на блокпості поблизу міста Горлівка (Донецька область) під час атаки проросійських збройних формувань.
6. 21 травня 2015, Гончарук Микола Павлович, солдат, Ленінське Амвросіївського району
7. 21 травня 2015, Завалко Олександр Іванович, солдат, Ленінське Амвросіївського району
8. 23 червня 2015, Макаров Сергій Володимирович, солдат, загинув  внаслідок підриву на розтяжці.
9. 29 липня 2015, Ковальчук Юрій Олександрович, старший солдат. Помер  року від важких поранень у голову та груди, отриманих у ніч з 22 на 23 липня у бою поблизу міста Горлівка (Донецька область).
10. 3 серпня 2015, Шумейко Олександр Вікторович, солдат. Загинув під час мінометного обстрілу ВОП поблизу міста. Горлівка, Донецька область.
11. 16 серпня 2015, Пронін Віктор Вікторович, солдат. Загинув під час мінометного обстрілу поблизу міста Горлівка (Донецька область).
12. 16 серпня 2015, Носкова Катерина Володимирівна, старший солдат. Загинула  року під час мінометного обстрілу поблизу міста Горлівка (Донецька область).
13. 18 серпня 2015, Чалий Ярослав Михайлович, старший лейтенант, командир взводу. Помер  року від поранень отриманих внаслідок мінометного обстрілу поблизу міста Горлівка 14 серпня 2015 року.
14. 25 листопада 2015, Ліневський Станіслав Якович, солдат. Загинув в результаті ДТП поблизу с. Ближня Даліївка, Костянтинівський район, Донецька область.
15. 16 грудня 2015, Литвиненко Юрій Юрійович, лейтенант юстиції, заступник командира батальйону з правових питань. Під час виконання чергового бойового завдання потрапив під обстріл, внаслідок контузії стався обширний інфаркт. Помер.

## 2016
1. 30 січня 2016, Дрозд Володимир Миколайович, солдат. Загинув внаслідок мінометного обстрілу з боку бойовиків поблизу смт. Зайцеве під Горлівкою (Донецька область).
2. 3 березня 2016, Лебідь Сергій Вікторович, солдат.
3. 31 березня 2016, Годзенко Дмитро Олександрович, старший сержант. Загинув  під час мінометного обстрілу поблизу смт. Зайцеве під Горлівкою (Донецька область).
4. 4 квітня 2016, молодший сержант Пилиповський Владислав Олександрович

## 2017
1. 15 липня 2017 року, сержант Наумов Дмитро Миколайович, Невельське.
2. 18 липня 2017 року, молодший сержант Буліченко Володимир Володимирович, Невельське.
3. 16 жовтня 2017, молодший лейтенант Беспалов Андрій Іванович, Невельське.
4. 22 жовтня 2017 року, солдат Голєв Сергій Олександрович, Невельське[2].
5. 20 листопада 2017, молодший сержант Мотишен Віктор Миколайович, Невельське[3].

## 2018
1. 1 червня 2018, сержант Метлінський Микола Володимирович[4]

## 2019
1. 11 березня 2019, старший солдат Бершадський Едуард Валентинович[5]
2. 11 березня 2019, старший солдат Люшняк Віталій Олегович[5]

## 2020
1. 30 березня 2020 року, молодший сержант Мовчанюк Володимир Сергійович[6]

## 2021
1. 13 серпня 2021, старший солдат Куленко Олексій Валентинович
2. 13 вересня 2021, старший солдат Данилів Дем'ян Петрович

## 2022
1. 3 вересня 2022 року, солдат Бартко Ігор Анатолійович

## 2023
1. 10 квітня 2023,  Бевз Олександр Анатолійович. Помер від отриманих поранень[7].